# Волынское воеводство (1566—1795)
Волы́нское воево́дство (пол. Województwo wołyńskie) — воеводство в составе Великого княжества Литовского (ВКЛ) с 1566 года, а с 1569 года, с Люблинской унии, — Малопольской провинции Королевства Польского.
Люблинский сейм, в 1569 году, утвердил политическое единение Литвы с Польшей, и Волынь, вместе с Подлясьем, присоединена была к Польше, под именем Волынского воеводства, с поветами Луцким, Владимирским и Кременецким. Польское воеводство было ликвидировано в 1795 году в связи с третьим разделом Речи Посполитой. В другом источнике указано что после второго (1793 год) и третьего разделов Польши (1795 год), Волынское воеводство почти в целом своем составе было включено в пределы Волынской губернии, с присоединением к ней от бывшего воеводства Киевского уездов — Овручского, Житомирского и части Новоградволынского.

## Состав
Столицей воеводства был город Луцк. Шляхетский сеймик Волыни также располагался в Луцке. В составе этого воеводства было три повета:
- Луцкий[бел.][2] (центр — Луцк);
- Владимирский[укр.][2] (центр — Владимир-Волынский):
- Кременецкий[2] (центр — Кременец).

Воеводство имело трёх сенаторов, которыми были: воевода волынский, каштелян и епископ луцкие.
Для воеводств киевского, волынского и брацлавского, на варшавском сейме, 1578 года, был учреждён особый главный суд, или Трибунал, в Луцке, по образцу Трибунала коронного. На 1589 год, по просьбе шляхетства, луцкий трибунал был закрыт.

## Символика

Герб Волыни в составе ВКЛ. Прорисовка герба с большой литовской печати Великого князя Литовского Станислава Августа (1764—1795).

В ВКЛ Воеводская хоругвь была коричневого цвета с изображением «Погони» в белом поле (или земельного герба — простого белого креста на красном поле).
Ещё до утверждением Люблинской унии 1569 году Волынское воеводство присоединено к Польской короне.
Польский герб Волынского воеводства был утверждён привилем о восстановлении Волынской земли в Королевстве Польском в 1569 году — в пункте 10 было указано, чтобы при древнем знаке (серебряный крест в красном поле) изображается белый орёл — герб Королевства Польского. В постановлении Парламента 1589 года, утвердившем трибунал для Волынского и Брацлавского воеводств, уточняется, что гербом воеводства является крест, а на кресте орёл.

## География
Волынское воеводство располагалась преимущественно в пределах Полесской низменности. Большая часть воеводства относилась к бассейну Припяти, крайний запад находился в составе бассейна Западного Буга.

## История
Во времена Гедимина два родных брата царствовали на Волыни в двух самых дальних его городах, Андрей во Владимире, а Лев в Луцке, и оба владели Червоной Русью. Лев, чтобы получить независимость, выдал единственную дочь за Любарта, сына Гедимина. Любарт овладел тогда северной частью Волыни, в то время как Польское королевство заняла Русь Червоную. После одновременной смерти Льва и Андрея Юрьевичей (1323 год) земли княжества начали захватывать его соседи — Королевство Польское и Великое княжество Литовское. Увеличилась зависимость правителей от боярской аристократии, пресеклась династия Рюриковичей. В 1392 году Галицко-Волынское княжество прекратило своё существование после полного раздела его территорий по итогам войны за галицко-волынское наследство.
Последним князем на Волыни был брат Ягайлы Свидригайло, который свою жизнь окончил в Луцке. Со смертью Свидригайла в 1434 году обширная русская земля перешла в собственность Ягеллонов, то есть правящего в ВКЛ и Польше короля Казимира Ягеллончика, который присоединил её к Великому княжеству Литовскому. Тем не менее Польша постоянно оспаривала принадлежность Волыни. В конце концов на Люблинском Сейме в 1569 году своей волей Сигизмунд Август присоединил Волынь к Польской короне.